# Nowa Fundlandia na Igrzyskach Imperium Brytyjskiego 1930
Dominium Nowej Fundlandii wystartowało na Igrzyskach Imperium Brytyjskiego w 1930 roku w kanadyjskiej miejscowości Hamilton jako jedna z 11 reprezentacji. Była to pierwsza edycja tej imprezy sportowej. Reprezentacja nie zdobyła żadnych medali.